# 이종수 (희극인)
이종수(1982년 8월 23일 ~ )는 대한민국의 희극 배우이다. 출생지는 인천광역시이며, 소속사는 이엔티팩토리이다. 소속사인 이엔티팩토리의 7기 공채 개그맨으로 데뷔하였다. 이종사촌: 가수: Kevin (ZE:A)

## 방송
- 웃음을 찾는 사람들
- 코미디 빅리그 시즌2, 3, 4
  - 시즌2,3 개파르타 〈양꾼기획〉
  - 시즌4 코벤져스 〈내사랑 은규〉

## 뮤직비디오
- 배드키즈 - 바밤바